# Selaginella apoda

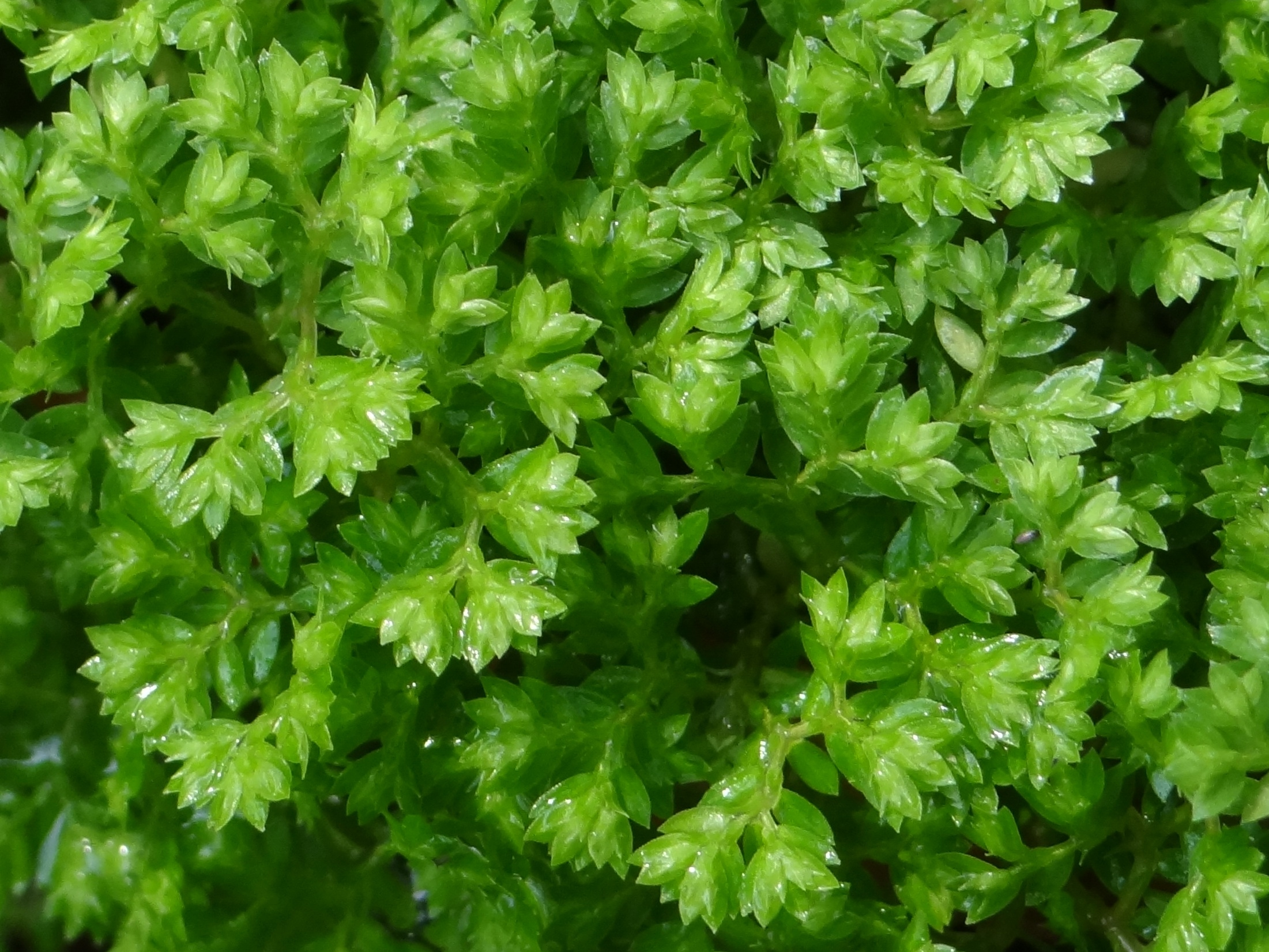

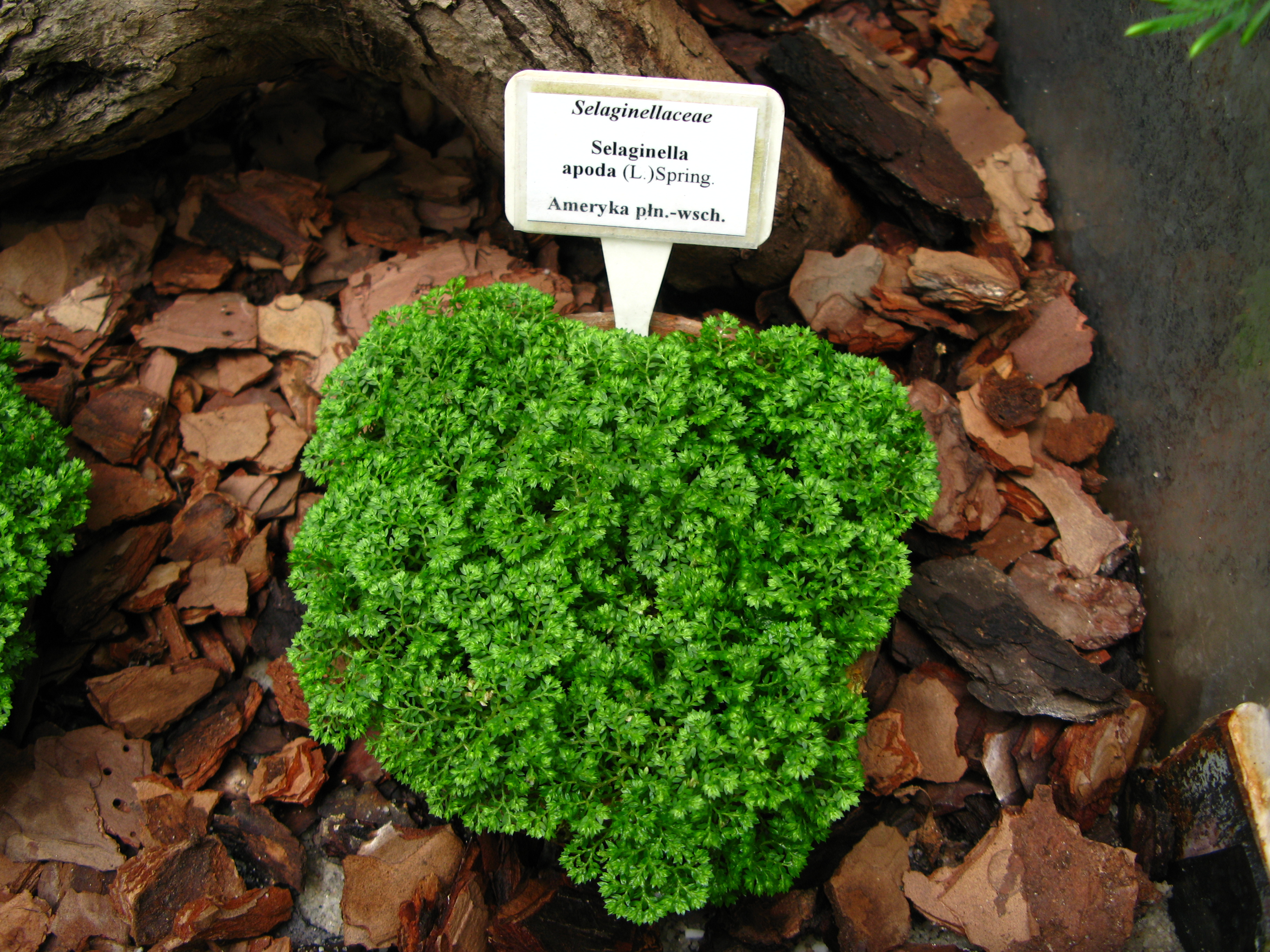

Selaginella apoda – gatunek roślin z rodziny widliczkowatych (Selaginellaceae). Na naturalnych stanowiskach rośnie w południowych stanach USA i w Meksyku. Jest uprawiana w wielu krajach świata jako roślina ozdobna.

## Morfologia
Niewielka roślina osiągająca wysokość około 8 cm. Składa się z żywozielonego, dychotomicznie rozgałęziającego się pędu i drobnych, jajowatych lub lancetowatych, ostro zakończonych i również żywozielonych listków.

## Biologia i ekologia
W naturalnym swoim środowisku Selaginella apoda rośnie na bagnach, wilgotnych pastwiskach, na łąkach, w rowach i w świetlistych lasach, na glebie o odczynie obojętnym lub lekko kwaśnym. Wodę pobiera za pomocą bezzieleniowych języczków wyrastających u nasady listków. Rozmnaża się przez zarodniki powstające na listkach. Występuje razem z gatunkami Selaginella eclipes i Selaginella ludoviciana i tworzy z nimi mieszańce.

## Uprawa
ZastosowanieW Polsce ze względu na klimat może być uprawiana tylko jako roślina pokojowa lub w szklarniach. Szczególnie dobrze nadaje się do ampli, miniszklarni i naczyń szklanych. Może też być uprawiana w dużych donicach jako roślina okrywowa pod większymi roślinami. Przy zapewnieniu jej odpowiednich warunków jest rośliną długowieczną
WymaganiaJest trudna w uprawie, gdyż wymaga stałej i dużej wilgotności. Ziemia w doniczce musi być stale wilgotna, a roślinę należy codziennie spryskiwać kilka razy wodą. Nawet krótkotrwałe przesuszenie powoduje zasychanie i obumieranie pędów, które po podlaniu już nie odzyskują turgoru. Najlepiej rośnie przy świetle rozproszonym; bezpośrednie oświetlenie słoneczne jej szkodzi, ale w zbyt ciemnym pomieszczeniu też rośnie źle. Optymalna temperatura to 21-25 °C. Jako podłoże najlepsza jest żyzna, próchniczna ziemia z drenażem na dnie doniczki. Dobrze rośnie w szklanych balonach oraz oknach kwiatowych.
PielęgnacjaSadzić należy w płytkiej doniczce, gdyż roślina zakorzenia się bardzo płytko. Nie wymaga przesadzania. W pierwszym roku po posadzeniu nie nawozi się, później nawozi się 4-6 razy w roku rozcieńczonymi nawozami wieloskładnikowymi (dawką o połowę słabszą od zalecanej). Konieczne regularne podlewanie miękką wodą i skrapianie rośliny wodą.
RozmnażanieWiosną i latem przez podział rozrośniętych okazów.

## Synonimy
- Diplostachyum apodum (L.) P. Beauv.
- Lycopodioides apoda (L.) Kuntze
- Lycopodium albidulum Sw.
- Lycopodium apodum L.
- Selaginella albidula (Sw.) Spring

(na podstawie The Plant List